# Дискографія 50 Cent
Нижче наведено дискографію американського репера 50 Cent. Усього за свою кар'єру виконавець видав 5 студійних альбомів, 10 мікстейпів, 1 відеоальбом та 2 компіляції.

## Студійні альбоми
| Назва                                                                  | Деталі альбому                                                                                                  | Найвищі чартові позиції | Найвищі чартові позиції | Найвищі чартові позиції | Найвищі чартові позиції | Найвищі чартові позиції | Найвищі чартові позиції | Найвищі чартові позиції | Найвищі чартові позиції | Найвищі чартові позиції | Найвищі чартові позиції | Наклад                            | Сертифікації |
| Назва                                                                  | Деталі альбому                                                                                                  | US                      | AUS                     | BEL (FL)                | CAN                     | GER                     | IRL                     | NZ                      | SWE                     | SWI                     | UK                      | Наклад                            | Сертифікації |
| ---------------------------------------------------------------------- | --- | ----------------------- | ----------------------- | ----------------------- | ----------------------- | ----------------------- | ----------------------- | ----------------------- | ----------------------- | ----------------------- | ----------------------- | --------------------------------- | --- |
| Get Rich or Die Tryin'                                                 | - Випущений: 6 лютого 2003 - Лейбл: Shady, Aftermath, Interscope - Формат: CD, LP, касета, завантаження музики  | 1                       | 4                       | 3                       | 1                       | 4                       | 4                       | 3                       | 8                       | 8                       | 2                       | - США: 8,086 млн. - Світ: 15 млн. | - RIAA: 6× Платиновий - ARIA: 2× Платиновий - BEA: Платиновий - BPI: 2× Платиновий - BVMI: Золотий - IFPI SWE: Золотий - IFPI SWI: Платиновий - IRMA: Платиновий - MC: 6× Платиновий - RIANZ: 2× Платиновий |
| The Massacre                                                           | - Випущений: 3 березня 2005 - Лейбл: Shady, Aftermath, Interscope - Формат: CD, LP, касета, завантаження музики | 1                       | 2                       | 3                       | 1                       | 1                       | 1                       | 1                       | 10                      | 2                       | 1                       | - США: 5,36 млн                   | - RIAA: 5× Платиновий - ARIA: Платиновий - BEA: Золотий - BPI: Платиновий - BVMI: Платиновий - IFPI SWI: Платиновий - IRMA: 2× Платиновий - MC: 3× Платиновий - RIANZ: Платиновий - NFPF: 3× Платиновий     |
| Curtis                                                                 | - Випущений: 11 вересня 2007 - Лейбл: Shady, Aftermath, Interscope - Формат: CD, LP, завантаження музики        | 2                       | 1                       | 3                       | 2                       | 2                       | 1                       | 1                       | 10                      | 1                       | 2                       | - США: 1,3 млн. - Світ: 2 млн.    | - ARIA: Золотий - BEA: Золотий - BVMI: Золотий - IRMA: Платиновий - RIANZ: Платиновий - MAHASZ: Золотий - ZPAV: Золотий                                                                                     |
| Before I Self Destruct                                                 | - Випущений: 9 листопада 2009 - Лейбл: Shady, Aftermath, Interscope - Формат: CD, LP, завантаження музики       | 5                       | 19                      | 34                      | 11                      | 36                      | 18                      | 35                      | —                       | 13                      | 22                      |                                   | - RIAA: Золотий - BPI: Срібний |
| Animal Ambition                                                        | - Випущений: 3 червня 2014 - Лейбл: G-Unit, Caroline - Формат: CD, LP, завантаження музики                      | 4                       | 16                      | 12                      | 4                       | 35                      | 29                      | 8                       | 9                       | 17                      | 21                      |                                   | |
| «—» означає, що запис не потрапив до чарту чи не був виданий у країні. | |                         |                         |                         |                         |                         |                         |                         |                         |                         |                         |                                   | |

## Компіляції
| Guess Who's Back?                                                      | - Випущений: 26 квітня 2002 - Лейбл: Full Clip - Формат: CD, LP, завантаження музики            | 28 | 1 | 13 | —  | 93 | 82 |
| 24 Shots (неофіційний реліз)                                           | - Випущений: 2003 - Лейбл: F1-50 Records - Формат: CD, LP, завантаження музики                  | —  | — | —  | —  | —  | —  |
| Before I Self Destruct: The Selects                                    | - Випущений: 21 грудня 2009 - Лейбл: Shady, Aftermath, Interscope - Формат: Завантаження музики | —  | — | 46 | 23 | —  | —  |
| «—» означає, що запис не потрапив до чарту чи не був виданий у країні. |                                                                                                 |    |   |    |    |    |    |

## Саундтреки
| Назва                                                                  | Деталі альбому | Найвищі чартові позиції | Найвищі чартові позиції | Найвищі чартові позиції | Найвищі чартові позиції | Найвищі чартові позиції | Найвищі чартові позиції | Найвищі чартові позиції | Найвищі чартові позиції | Найвищі чартові позиції | Найвищі чартові позиції | Сертифікації                        |
| Назва                                                                  | Деталі альбому | US                      | AUS                     | BEL (FL)                | CAN                     | FRA                     | GER                     | NLD                     | NZ                      | SWI                     | UK                      | Сертифікації                        |
| ---------------------------------------------------------------------- | --- | ----------------------- | ----------------------- | ----------------------- | ----------------------- | ----------------------- | ----------------------- | ----------------------- | ----------------------- | ----------------------- | ----------------------- | ----------------------------------- |
| Розбагатій або помри (разом з різними виконавцями)                     | - Випущений: 8 листопада 2005 - Лейбл: G-Unit Records, Interscope, Universal - Формат: CD, LP, завантаження музики | 2                       | 22                      | 50                      | 2                       | 35                      | 15                      | 54                      | 19                      | 23                      | 18                      | - RIAA: Платиновий - RIANZ: Золотий |
| Bulletproof                                                            | - Випущений: 2006 - Лейбл: G-Unit, Shadyville - Формат: CD                                                         | —                       | —                       | —                       | —                       | —                       | —                       | —                       | —                       | —                       | —                       | —                                   |
| «—» означає, що запис не потрапив до чарту чи не був виданий у країні. | |                         |                         |                         |                         |                         |                         |                         |                         |                         |                         |                                     |

## Відеоальбоми
| Назва                  | Деталі альбому                                                                                          | Найвищі чартові позиції | Найвищі чартові позиції | Наклад          | Примітки                                           |
| Назва                  | Деталі альбому                                                                                          | США                     | US R&B                  | Наклад          | Примітки                                           |
| ---------------------- | --- | ----------------------- | ----------------------- | --------------- | -------------------------------------------------- |
| 50 Cent: The New Breed | - Випущений: 15 квітня 2003 - Лейбл: Shady, Aftermath, Interscope - Формат: CD/DVD, завантаження музики | 2                       | 1                       | - США: 645 тис. | - Містить документальний матеріал та живі виступи. |

## Мікстейпи
До переліку не потрапили мікстейпи із серії G-Unit Radio, крім Bullet Proof (перший реліз, Smokin Day 2, видали 25 березня 2003), After Curtis і неофіційний My Last Piece (2009; 3 тижні у французькому топ-150, найвища позиція: 109).
| 50 Cent Is the Future (разом з G-Unit)                                 | - Випущений: 1 червня 2002 - Label: BCD Music Group - Формат: CD, завантаження музики | 59 | 65 |
| No Mercy, No Fear (разом з G-Unit)                                     | - Випущений: 1 серпня 2002 - Лейбл: BCD Music Group - Формат: CD, завантаження музики | —  | —  |
| Bullet Proof (гост: DJ Whoo Kid)                                       | - Випущений: 2005 - Лейбл: G-Unit Records - Формат: Завантаження музики               | —  | —  |
| Sincerely Yours, Southside                                             | - Випущений: 24 червня 2008 - Лейбл: G-Unit Records - Формат: Завантаження музики     | —  | —  |
| War Angel LP                                                           | - Випущений: 16 червня 2009 - Лейбл: G-Unit Records - Формат: Завантаження музики     | —  | —  |
| Forever King                                                           | - Випущений: 3 липня 2009 - Лейбл: G-Unit Records - Формат: Завантаження музики       | —  | —  |
| The Big 10                                                             | - Випущений: 9 грудня 2011 - Лейбл: G-Unit Records - Формат: Завантаження музики      | —  | —  |
| The Lost Tape (гост: DJ Drama)                                         | - Випущений: 22 травня 2012 - Лейбл: G-Unit Records - Формат: Завантаження музики     | —  | —  |
| 5 (Murder by Numbers)                                                  | - Випущений: 6 липня 2012 - Лейбл: G-Unit Records - Формат: Завантаження музики       | —  | —  |
| The Kanan Tape                                                         | - Випущений: 9 грудня 2015 - Лейбл: G-Unit Records - Формат: Завантаження музики      | —  | —  |
| «—» означає, що запис не потрапив до чарту чи не був виданий у країні. |                                                                                       |    |    |

## Невидані релізи
| Назва               | Деталі альбому                                                                                       | Примітки |
| ------------------- | --- | --- |
| Power of the Dollar | - Випущений: 25 січня 2000 (невиданий альбом) - Лейбл: Columbia, Sony, Trackmasters - Формат: Бутлеґ | - Мав стати дебютним студійним альбомом; через те, що у 50 Cent стріляли за 2 місяці до дати виходу, реліз скасували. |

## Сингли

### Власні
| Назва                                                                  | Рік  | Найвищі чартові позиції | Найвищі чартові позиції | Найвищі чартові позиції | Найвищі чартові позиції | Найвищі чартові позиції | Найвищі чартові позиції | Найвищі чартові позиції | Найвищі чартові позиції | Найвищі чартові позиції | Найвищі чартові позиції | Сертифікації | Альбом                           |
| Назва                                                                  | Рік  | US                      | AUS                     | BEL (FL)                | CAN                     | GER                     | IRL                     | NZ                      | SWE                     | SWI                     | UK                      | Сертифікації | Альбом                           |
| ---------------------------------------------------------------------- | ---- | ----------------------- | ----------------------- | ----------------------- | ----------------------- | ----------------------- | ----------------------- | ----------------------- | ----------------------- | ----------------------- | ----------------------- | --- | -------------------------------- |
| «How to Rob» (з участю The Madd Rapper)                                | 1999 | —                       | —                       | —                       | —                       | —                       | —                       | —                       | —                       | —                       | —                       | | Power of the Dollar              |
| «Rowdy Rowdy»                                                          | 1999 | —                       | —                       | —                       | —                       | —                       | —                       | —                       | —                       | —                       | —                       | | На дні прірви (саундтрек)        |
| «Thug Love» (з участю Destiny's Child)                                 | 1999 | —                       | —                       | —                       | —                       | —                       | —                       | —                       | —                       | —                       | —                       | | Power of the Dollar              |
| «Your Life's on the Line»                                              | 1999 | —                       | —                       | —                       | —                       | —                       | —                       | —                       | —                       | —                       | —                       | | Power of the Dollar              |
| «Wanksta»                                                              | 2002 | 13                      | —                       | —                       | —                       | —                       | —                       | —                       | —                       | —                       | —                       | | Восьма миля (саундтрек)          |
| «Rotten Apple»                                                         | 2002 | —                       | —                       | —                       | —                       | —                       | —                       | —                       | —                       | —                       | —                       | | Guess Who's Back?                |
| «In da Club»                                                           | 2003 | 1                       | 1                       | 2                       | 1                       | 1                       | 1                       | 1                       | 4                       | 1                       | 3                       | - RIAA: Золотий - ARIA: 2× Платиновий - BEA: Золотий - BPI: Срібний - BVMI: Золотий - IFPI SWE: Золотий - IFPI SWI: Золотий - RIANZ: Платиновий | Get Rich or Die Tryin'           |
| «21 Questions» (з участю Nate Dogg)                                    | 2003 | 1                       | 4                       | 37                      | 5                       | 35                      | 11                      | 8                       | 34                      | 14                      | 6                       | - ARIA: Платиновий | Get Rich or Die Tryin'           |
| «P.I.M.P.» (з участю Snoop Dogg, Lloyd Banks та Young Buck)            | 2003 | 3                       | 2                       | 10                      | 18                      | 5                       | 4                       | 2                       | 8                       | 4                       | 5                       | - RIAA: Золотий - ARIA: Платиновий - RIANZ: Золотий                                                                                             | Get Rich or Die Tryin'           |
| «If I Can't»                                                           | 2003 | 76                      | 22                      | 24                      | —                       | 34                      | 11                      | 26                      | —                       | 15                      | 10                      | | Get Rich or Die Tryin'           |
| «Disco Inferno»                                                        | 2004 | 3                       | —                       | —                       | —                       | —                       | —                       | —                       | —                       | —                       | 87                      | - RIAA: Золотий | The Massacre                     |
| «Candy Shop» (з участю Olivia)                                         | 2005 | 1                       | 3                       | 1                       | 7                       | 1                       | 2                       | 2                       | 18                      | 1                       | 4                       | - RIAA: Золотий - ARIA: Платиновий - BVMI: Золотий - RIANZ: Золотий                                                                             | The Massacre                     |
| «Just a Lil Bit»                                                       | 2005 | 3                       | 13                      | 9                       | —                       | 11                      | 9                       | 8                       | —                       | 11                      | 10                      | - ARIA: Золотий | The Massacre                     |
| «Outta Control (Remix)» (з участю Mobb Deep)                           | 2005 | 6                       | 16                      | 10                      | 6                       | 8                       | 5                       | 12                      | —                       | 10                      | 7                       | | The Massacre                     |
| «Hustler's Ambition»                                                   | 2005 | 65                      | 23                      | 39                      | —                       | 22                      | 11                      | 17                      | —                       | 10                      | 13                      | | Розбагатій або помри (саундтрек) |
| «Window Shopper»                                                       | 2005 | 20                      | 13                      | 20                      | —                       | 20                      | 6                       | 8                       | —                       | 7                       | 11                      | | Розбагатій або помри (саундтрек) |
| «Best Friend» (з участю Olivia)                                        | 2006 | 35                      | —                       | —                       | —                       | —                       | —                       | —                       | —                       | —                       | —                       | | Розбагатій або помри (саундтрек) |
| «I'll Whip Ya Head Boy» (з участю Young Buck та M.O.P.)                | 2006 | —                       | —                       | —                       | —                       | —                       | —                       | —                       | —                       | —                       | —                       | | Розбагатій або помри (саундтрек) |
| «You Don't Know» (разом з Eminem, Cashis та Lloyd Banks)               | 2006 | 12                      | —                       | 57                      | —                       | —                       | 5                       | —                       | —                       | —                       | 32                      | | Eminem Presents: The Re-Up       |
| «Jimmy Crack Corn»[A] (разом з Eminem)                                 | 2007 | 101                     | —                       | —                       | —                       | —                       | —                       | —                       | —                       | —                       | —                       | | Eminem Presents: The Re-Up       |
| «Straight to the Bank»                                                 | 2007 | 32                      | —                       | 73                      | —                       | 33                      | —                       | —                       | 53                      | —                       | —                       | | Curtis                           |
| «Amusement Park»[B]                                                    | 2007 | 121                     | —                       | —                       | —                       | —                       | —                       | —                       | —                       | —                       | —                       | | Curtis                           |
| «I Get Money»                                                          | 2007 | 20                      | —                       | —                       | 63                      | —                       | —                       | —                       | —                       | 88                      | —                       | - RIAA: Золотий | Curtis                           |
| «Ayo Technology» (з участю Justin Timberlake та Timbaland)             | 2007 | 5                       | 10                      | 13                      | 12                      | 3                       | 3                       | 1                       | 8                       | 2                       | 2                       | - ARIA: Золотий - RIANZ: Золотий | Curtis                           |
| «I'll Still Kill» (з участю Akon)                                      | 2007 | 95                      | 99                      | 51                      | —                       | —                       | —                       | 14                      | —                       | —                       | —                       | | Curtis                           |
| «Get Up»                                                               | 2008 | 44                      | 73                      | 54                      | 31                      | —                       | 33                      | —                       | —                       | —                       | 24                      | | Неальбомні сингли                |
| «I Get It In»                                                          | 2009 | 53                      | —                       | —                       | 52                      | —                       | —                       | —                       | —                       | —                       | 75                      | | Неальбомні сингли                |
| «Baby by Me» (з участю Ne-Yo)                                          | 2009 | 28                      | 24                      | 54                      | 53                      | 26                      | 27                      | —                       | —                       | 43                      | 17                      | | Before I Self Destruct           |
| «Do You Think About Me»[C]                                             | 2010 | 107                     | —                       | —                       | —                       | —                       | —                       | —                       | —                       | —                       | 105                     | | Before I Self Destruct           |
| «I Just Wanna» (з участю Tony Yayo)                                    | 2012 | —                       | —                       | —                       | —                       | —                       | —                       | —                       | —                       | —                       | —                       | | The Big 10                       |
| «New Day» (з участю Dr. Dre та Alicia Keys)                            | 2012 | 79                      | 44                      | —                       | 43                      | 53                      | —                       | —                       | —                       | —                       | —                       | | Неальбомні сингли                |
| «My Life» (з участю Eminem та Adam Levine)                             | 2012 | 27                      | 28                      | 52[AC]                  | 14                      | 52                      | 6                       | 33                      | —                       | 36                      | 2                       | - ARIA: Платиновий | Неальбомні сингли                |
| «Major Distribution»[D] (з участю Snoop Dogg та Young Jeezy)           | 2013 | 113                     | —                       | —                       | —                       | —                       | —                       | —                       | —                       | —                       | —                       | | Неальбомні сингли                |
| «We Up» (з участю Kendrick Lamar)                                      | 2013 | —                       | —                       | —                       | 85                      | —                       | —                       | —                       | —                       | —                       | —                       | | Неальбомні сингли                |
| «Hold On»                                                              | 2014 | —                       | —                       | 142[AD]                 | —                       | —                       | —                       | —                       | —                       | —                       | 199                     | | Animal Ambition                  |
| «Don't Worry 'Bout It» (з участю Yo Gotti)                             | 2014 | —                       | —                       | —                       | —                       | —                       | —                       | —                       | —                       | —                       | 165                     | | Animal Ambition                  |
| «Pilot»                                                                | 2014 | 119                     | —                       | —                       | —                       | —                       | —                       | —                       | —                       | —                       | 95                      | | Animal Ambition                  |
| «Smoke» (з участю Trey Songz)                                          | 2014 | —                       | —                       | —                       | —                       | —                       | —                       | —                       | —                       | —                       | —                       | | Animal Ambition                  |
| «Big Rich Town» (з участю Joe)                                         | 2014 | —                       | —                       | —                       | —                       | —                       | —                       | —                       | —                       | —                       | —                       | | Power (саундтрек)                |
| «Hustler»                                                              | 2014 | —                       | —                       | —                       | —                       | —                       | —                       | —                       | —                       | —                       | —                       | | Animal Ambition                  |
| «Chase the Paper» (з участю Prodigy, Kidd Kidd та Styles P)            | 2014 | —                       | —                       | —                       | —                       | —                       | —                       | —                       | —                       | —                       | —                       | | Animal Ambition                  |
| «Everytime I Come Around» (з участю Kidd Kidd)                         | 2014 | —                       | —                       | —                       | —                       | —                       | —                       | —                       | —                       | —                       | —                       | | Animal Ambition                  |
| «Irregular Heartbeat» (з участю Jadakiss та Kidd Kidd)                 | 2014 | —                       | —                       | —                       | —                       | —                       | —                       | —                       | —                       | —                       | —                       | | Animal Ambition                  |
| «Winners Circle» (з участю Guordan Banks)                              | 2014 | —                       | —                       | —                       | —                       | —                       | —                       | —                       | —                       | —                       | —                       | | Animal Ambition                  |
| «Twisted» (з участю Mr. Probz)                                         | 2014 | —                       | —                       | 80[AE]                  | —                       | —                       | —                       | —                       | —                       | —                       | —                       | | Animal Ambition                  |
| «Animal Ambition»                                                      | 2014 | —                       | —                       | —                       | —                       | —                       | —                       | —                       | —                       | —                       | —                       | | Animal Ambition                  |
| «Get Low» (з участю Jeremih, 2 Chainz та T.I.)                         | 2015 | —                       | —                       | —                       | —                       | —                       | —                       | —                       | —                       | —                       | —                       | | Street King Immortal             |
| «9 Shots»                                                              | 2015 | —                       | —                       | —                       | —                       | —                       | —                       | —                       | —                       | —                       | —                       | | Street King Immortal             |
| «—» означає, що запис не потрапив до чарту чи не був виданий у країні. |      |                         |                         |                         |                         |                         |                         |                         |                         |                         |                         | |                                  |

### Інших виконавців
| Назва                                                                  | Рік  | Найвищі чартові позиції | Найвищі чартові позиції | Найвищі чартові позиції | Найвищі чартові позиції | Найвищі чартові позиції | Найвищі чартові позиції | Найвищі чартові позиції | Найвищі чартові позиції | Найвищі чартові позиції | Найвищі чартові позиції | Сертифікації                       | Альбом                           |
| Назва                                                                  | Рік  | US                      | AUS                     | BEL (FL)                | CAN                     | GER                     | IRL                     | NZ                      | SWE                     | SWI                     | UK                      | Сертифікації                       | Альбом                           |
| ---------------------------------------------------------------------- | ---- | ----------------------- | ----------------------- | ----------------------- | ----------------------- | ----------------------- | ----------------------- | ----------------------- | ----------------------- | ----------------------- | ----------------------- | ---------------------------------- | -------------------------------- |
| «React» (Onyx з участю 50 Cent, Bonifucco, Still Livin' and X-1)       | 1998 | —                       | —                       | —                       | —                       | —                       | —                       | —                       | —                       | —                       | —                       |                                    | Shut 'Em Down                    |
| «Magic Stick» (Lil' Kim з участю 50 Cent)                              | 2003 | 2                       | —                       | —                       | —                       | —                       | —                       | 47                      | —                       | —                       | —                       |                                    | La Bella Mafia                   |
| «Let Me In» (Young Buck з участю 50 Cent)                              | 2004 | 34                      | —                       | —                       | —                       | 94                      | —                       | —                       | —                       | —                       | 62                      |                                    | Straight Outta Cashville         |
| «Encore» (Eminem з участю 50 Cent та Dr. Dre)                          | 2004 | 25                      | —                       | —                       | —                       | —                       | —                       | —                       | —                       | —                       | 116                     |                                    | Encore                           |
| «Westside Story» (The Game з участю 50 Cent)                           | 2004 | 93                      | —                       | —                       | —                       | —                       | —                       | —                       | —                       | —                       | —                       |                                    | The Documentary                  |
| «How We Do» (The Game з участю 50 Cent)                                | 2004 | 4                       | 24                      | 13                      | —                       | 9                       | 8                       | 4                       | —                       | 8                       | 5                       | - RIAA: Золотий - RIANZ: Золотий   | The Documentary                  |
| «Hate It or Love It» (The Game з участю 50 Cent)                       | 2005 | 2                       | 21                      | 19                      | —                       | 14                      | 5                       | 3                       | —                       | 12                      | 4                       | - RIAA: Золотий - RIANZ: Золотий   | The Documentary                  |
| «MJB da MVP» (Mary J. Blige з участю The Game та 50 Cent)              | 2005 | 75                      | —                       | —                       | —                       | —                       | 49                      | —                       | —                       | —                       | 33                      |                                    | The Breakthrough                 |
| «So Seductive» (Tony Yayo з участю 50 Cent)                            | 2005 | 48                      | —                       | —                       | —                       | —                       | 22                      | —                       | —                       | —                       | 28                      |                                    | Thoughts of a Predicate Felon    |
| «Have a Party»[E] (Mobb Deep з участю 50 Cent та Nate Dogg)            | 2005 | 105                     | —                       | —                       | —                       | —                       | —                       | —                       | —                       | —                       | —                       |                                    | Розбагатій або помри (саундтрек) |
| «Hands Up» (Lloyd Banks з участю 50 Cent)                              | 2006 | 84                      | —                       | —                       | —                       | 20                      | 26                      | —                       | —                       | —                       | 43                      |                                    | Rotten Apple                     |
| «Cake» (Lloyd Banks з участю 50 Cent)                                  | 2006 | —                       | —                       | —                       | —                       | —                       | —                       | —                       | —                       | —                       | —                       |                                    | Rotten Apple                     |
| «Creep» (Mobb Deep з участю 50 Cent)                                   | 2006 | —                       | —                       | —                       | —                       | —                       | —                       | —                       | —                       | —                       | —                       |                                    | Blood Money                      |
| «Can't Leave 'em Alone» (Ciara з участю 50 Cent)                       | 2007 | 40                      | —                       | —                       | —                       | 44                      | —                       | 4                       | —                       | 67                      | 109                     |                                    | Ciara: The Evolution             |
| «Crack a Bottle» (Eminem з участю Dr. Dre та 50 Cent)                  | 2009 | 1                       | 18                      | 39                      | 1                       | —                       | 6                       | 6                       | 9                       | 4                       | 3                       |                                    | Relapse                          |
| «Mujeres in the Club» (Wisin & Yandel з участю 50 Cent)                | 2009 | —                       | —                       | —                       | —                       | —                       | —                       | —                       | —                       | —                       | —                       |                                    | La Revolución                    |
| «Pass the Patron» (Tony Yayo з участю 50 Cent)                         | 2010 | —                       | —                       | —                       | —                       | —                       | —                       | —                       | —                       | —                       | —                       |                                    | Неальбомний сингл                |
| «Down on Me» (Jeremih з участю 50 Cent)                                | 2010 | 4                       | 91                      | 64                      | 22                      | —                       | —                       | —                       | 37                      | 75                      | 30                      | - RIAA: 2× Платиновий              | All About You                    |
| «Buzzin'» (Mann з участю 50 Cent)                                      | 2010 | 61                      | —                       | —                       | —                       | —                       | 20                      | —                       | —                       | —                       | 6                       |                                    | Mann's World                     |
| «No Dejemos Que se Apague» (Wisin & Yandel з участю 50 Cent та T-Pain) | 2010 | —                       | —                       | —                       | —                       | —                       | —                       | —                       | —                       | —                       | —                       |                                    | Los Vaqueros: El Regreso         |
| «Here We Go Again» (Governor з участю 50 Cent)                         | 2010 | —                       | —                       | —                       | —                       | —                       | —                       | —                       | —                       | —                       | —                       |                                    |                                  |
| «Haters» (Tony Yayo з участю 50 Cent, Shawty Lo and Roscoe Dash)       | 2011 | —                       | —                       | —                       | —                       | —                       | —                       | —                       | —                       | —                       | —                       |                                    | Meyer Lansky                     |
| «Right There» (Nicole Scherzinger з участю 50 Cent)                    | 2011 | 39                      | 8                       | —                       | 44                      | 61                      | 7                       | 7                       | —                       | —                       | 3                       | - RIAA: Золотий - ARIA: Платиновий | Killer Love                      |
| «Up!» (LoveRance з участю 50 Cent)                                     | 2011 | 46                      | —                       | —                       | —                       | —                       | —                       | —                       | —                       | —                       | —                       | - RIAA: Золотий                    | Неальбомний сингл                |
| «Everything OK» (Precious Paris з участю 50 Cent)                      | 2012 | —                       | —                       | —                       | —                       | —                       | —                       | —                       | —                       | —                       | —                       |                                    | From Paris with Love             |
| «Tonight» (Choo Biggz з участю Tank та 50 Cent)                        | 2014 | —                       | —                       | —                       | —                       | —                       | —                       | —                       | —                       | —                       | —                       |                                    |                                  |
| «Bang Bang» (Troy Ave з участю 50 Cent)                                | 2015 | —                       | —                       | —                       | —                       | —                       | —                       | —                       | —                       | —                       | —                       |                                    | Major Without a Deal             |
| «Birthday» (Elle Varner з участю 50 Cent)                              | 2015 | —                       | —                       | —                       | —                       | —                       | —                       | —                       | —                       | —                       | —                       |                                    |                                  |
| «—» означає, що запис не потрапив до чарту чи не був виданий у країні. |      |                         |                         |                         |                         |                         |                         |                         |                         |                         |                         |                                    |                                  |

### Промо-сингли
| «OK, You're Right»[F]                                                  | 2009 | —  | 120 | —  | Before I Self Destruct |
| «Let's Get It In»[G] (Lloyd за участі 50 Cent)                         | 2010 | —  | 102 | —  | Неальбомні сингли      |
| «Outlaw»                                                               | 2011 | 87 | 99  | 87 | Неальбомні сингли      |
| «Girls Go Wild» (з участю Jeremih)                                     | 2011 | —  | —   | —  | Неальбомні сингли      |
| «Wait Until Tonight»                                                   | 2011 | —  | —   | —  | The Big 10             |
| «First Date» (з участю Too Short)                                      | 2012 | —  | 48  | —  | Неальбомний сингл      |
| «—» означає, що запис не потрапив до чарту чи не був виданий у країні. |      |    |     |    |                        |

## Інші пісні, що потрапили до чартів
| «Realest Niggas»[H] (разом з The Notorious B.I.G.)                                   | 2003 | 106 | 30  | 21 | —  | —   | Погані хлопці 2 (саундтрек)                   |
| «Heat»[I]                                                                            | 2003 | —   | 116 | —  | —  | —   | Get Rich or Die Tryin'                        |
| «Patiently Waiting» (за участі Eminem)                                               | 2003 | —   | 56  | —  | —  | —   | Get Rich or Die Tryin'                        |
| «Many Men (Wish Death)»[J]                                                           | 2003 | —   | 111 | —  | —  | —   | Get Rich or Die Tryin'                        |
| «What Up Gangsta»[K]                                                                 | 2003 | 101 | 26  | 16 | —  | —   | Get Rich or Die Tryin'                        |
| «Hail Mary»[L] (разом з Busta Rhymes та Eminem)                                      | 2003 | 111 | 33  | 18 | —  | —   | Неальбомні пісні                              |
| «Dem Not Ready»[M] (за участі Sean Paul)                                             | 2003 | —   | 103 | —  | —  | —   | Неальбомні пісні                              |
| «Trust Nobody»[N] (Paybak за участі 50 Cent)                                         | 2003 | —   | 123 | —  | —  | —   | Неальбомні пісні                              |
| «Right Thurr»[O] (за участі Young Buck)                                              | 2003 | —   | 120 | —  | —  | —   | G-Unit Radio Part 3: Takin' It to the Streets |
| «Victory 2004» (разом з P. Diddy, The Notorious B.I.G., Lloyd Banks та Busta Rhymes) | 2004 | —   | 61  | —  | —  | —   | Bad Boy's 10th Anniversary... The Hits        |
| «Piggy Bank»                                                                         | 2005 | 88  | 64  | —  | —  | —   | The Massacre                                  |
| «Outta Control»[P]                                                                   | 2005 | 92  | 121 | —  | —  | —   | The Massacre                                  |
| «In My Hood»[Q]                                                                      | 2005 | —   | 113 | —  | —  | —   | The Massacre                                  |
| «Build You Up»[R] (за участі Jamie Foxx)                                             | 2005 | —   | 124 | —  | —  | —   | The Massacre                                  |
| «So Amazing»[S] (за участі Olivia)                                                   | 2005 | —   | 125 | —  | —  | —   | The Massacre                                  |
| «Just a Touch» (Funkmaster Flex за участі 50 Cent та Paul Wall)                      | 2005 | —   | 72  | —  | —  | —   | Car Show Tour                                 |
| «Pearly Gates»[T] (Mobb Deep за участі 50 Cent)                                      | 2006 | —   | 123 | —  | —  | —   | Blood Money                                   |
| «The Re-Up»[U] (за участі Eminem)                                                    | 2006 | 119 | —   | —  | —  | —   | Eminem Presents: The Re-Up                    |
| «Funeral Music»[V]                                                                   | 2007 | —   | 104 | —  | —  | —   | Buck the World                                |
| «Peep Show»[W] (за участі Eminem)                                                    | 2007 | 116 | —   | —  | —  | —   | Curtis                                        |
| «Follow My Lead»[X] (за участі Robin Thicke)                                         | 2007 | —   | 118 | —  | 51 | —   | Curtis                                        |
| «Take It to the Top»[Y] (Freeway за участі 50 Cent)                                  | 2007 | —   | 125 | —  | —  | —   | Free at Last                                  |
| «Tia Told Me»[Z]                                                                     | 2009 | —   | 112 | —  | —  | —   | Неальбомна пісня                              |
| «The Invitation»                                                                     | 2009 | 97  | —   | —  | —  | —   | Before I Self Destruct                        |
| «Monster» (Michael Jackson за участі 50 Cent)                                        | 2010 | —   | —   | —  | —  | 197 | Michael                                       |
| «I'm on It»[AA]                                                                      | 2011 | —   | 103 | —  | —  | —   | Неальбомна пісня                              |
| «Hate Bein' Sober»[AB] (Chief Keef за участі 50 Cent та Wiz Khalifa)                 | 2012 | 109 | 37  | —  | —  | —   | Finally Rich                                  |
| «—» означає, що запис не потрапив до чарту чи не був виданий у країні.               |      |     |     |    |    |     |                                               |

## Гостьові появи
- 2000: «Jerk» (Next з участю 50 Cent)
- 2000: «Bring It All to Me» (Remix) (Blaque з уч. 50 Cent)
- 2002: «I'm Gonna Be Alright (Trackmasters Remix)» (Jennifer Lopez з уч. 50 Cent)
- 2002: «Work It» (Missy Elliott з уч. 50 Cent)
- 2002: «Love Me» (Eminem з уч. Obie Trice та 50 Cent)
- 2002: «Rap Game» (D12 з уч. 50 Cent)
- 2003: «50 Shot Ya» (DJ Kay Slay з уч. 50 Cent)
- 2003: «Shot Down» (DMX з уч. Styles P та 50 Cent)
- 2003: «Let Me Be the 1» (Mary J. Blige з уч. 50 Cent)
- 2003: «We All Die One Day» (Obie Trice з уч. 50 Cent, Eminem та Lloyd Banks)
- 2003: «Blow It Out» (Remix) (Ludacris з уч. 50 Cent)
- 2003: «The Realest Killaz» (2Pac з уч. 50 Cent)
- 2004: «Angels Around Me» (DJ Kayslay з уч. 50 Cent)
- 2004: «Never Enough» (Eminem з уч. 50 Cent та Nate Dogg)
- 2004: «Spend Some Time» (Eminem з уч. Obie Trice, 50 Cent та Stat Quo)
- 2004: «I Get High» (Lloyd Banks з уч. Snoop Dogg та 50 Cent)
- 2004: «Warrior, Pt. 2» (Lloyd Banks з уч. Eminem, 50 Cent та Nate Dogg)
- 2004: «I'm a Soldier» (Young Buck з уч. 50 Cent)
- 2004: «Bonafide Hustler» (Young Buck з уч. 50 Cent та Tony Yayo)
- 2004: «DPG-Unit» (Young Buck з уч. Snoop Dogg, 50 Cent, Daz Dillinger, Soopafly, та Lloyd Banks)
- 2004: «Oh No» (Snoop Dogg з уч. 50 Cent)
- 2005: «We Don't Give a Fuck» (Tony Yayo з уч. 50 Cent, Lloyd Banks та Olivia)
- 2005: «Big Boy Game» (M.O.P. з уч. 50 Cent)
- 2005: «Cloud 9» (Olivia з уч. 50 Cent)
- 2005: «Forgive Me» (Proof з уч. 50 Cent)
- 2006: «Pearly Gates» (Mobb Deep з уч. 50 Cent)
- 2006: «The Infamous» (Mobb Deep з уч. 50 Cent)
- 2006: «It's Alright» (Mobb Deep з уч. 50 Cent та Mary J. Blige)
- 2006: «Everywhere I Go» (Obie Trice з уч. 50 Cent)
- 2006: «My Life» (Lil Scrappy з уч. 50 Cent)
- 2006: «Nigga, What's Up» (Lil Scrappy з уч. 50 Cent)
- 2006: «Rotten Apple» (Lloyd Banks з уч. 50 Cent та Prodigy)
- 2006: «Officer Down» (Kardinal Offishall з уч. 50 Cent)
- 2006: «Spend Time» (Lil Scrappy з уч. 50 Cent)
- 2007: «Come and Get Me» (Timbaland з уч. 50 Cent та Tony Yayo)
- 2007: «Hold On» (Young Buck з уч. 50 Cent)
- 2007: «Funeral Music» (на альбомі Buck the World)
- 2007: «Take It to the Top» (Freeway за уч. 50 Cent)
- 2007: «Sexy Ladies» (Remix) (Justin Timberlake з уч. 50 Cent)
- 2007: «Freeze (Remix)/Bump This» (LL Cool J з уч. 50 Cent, Lloyd Banks та Young Hot Rod)
- 2007: «They Don't Bother Me» (Young Buck з уч. 50 Cent, Spider Loc та Mase)
- 2007: «Queens» (LL Cool J з уч. 50 Cent, Prodigy, Tony Yayo та Kool G Rap)
- 2008: «Paper Planes» (Remix) (M.I.A. з уч. 50 Cent)
- 2008: «Slow Down» (Remix) (Ciara з уч. 50 Cent)
- 2008: «Wanna Lick (Magic Stick, Pt. 2)» (Lil' Kim з уч. 50 Cent)
- 2008: «Feel My Heart Beat» (LL Cool J з уч. 50 Cent)
- 2009: «Let the Beat Rock» (Boys Noize Megamix) (The Black Eyed Peas з уч. 50 Cent)
- 2009: «I Go Off» (Beanie Sigel з уч. 50 Cent)
- 2010: «Bitch» (Remix) (E-40 з уч. Too Short та 50 Cent)
- 2010: «Fuck You» (Remix) (Cee Lo Green з уч. 50 Cent)
- 2010: «Format» (Remix) (Ел Дебарж з уч. 50 Cent)
- 2010: «Mean Mug» (Soulja Boy з уч. 50 Cent)
- 2011: «5 Senses» (Remix) (Jeremih з уч. 50 Cent)
- 2011: «Like a G6» (Remix) (Far East Movement з уч. 50 Cent)
- 2011: «Dump (It's Like That)» (Jadakiss з уч. 50 Cent)
- 2011: «Toot It and Boot It» (Remix) (YG з уч. 50 Cent)
- 2011: «Payback (P's and Q's)» (Lloyd Banks з уч. 50 Cent)
- 2011: «Altered Ego» (Bobby V з уч. 50 Cent)
- 2011: «80's Baby» (Busta Rhymes з уч. Wyclef Jean та 50 Cent)
- 2011: «Syllables» (Eminem з уч. Dr. Dre, Jay-Z, 50 Cent, Stat Quo та Cashis)
- 2011: «Better Walk» (Kidd Kidd з уч. 50 Cent)
- 2011: «Wish Me Luck» (Governor з уч. 50 Cent)
- 2011: «Raid» (Pusha T з уч. 50 Cent та Pharell)
- 2011: «Recently» (Gucci Mane з уч. 50 Cent)
- 2011: «In the Dark» (Remix) (Dev з уч. 50 Cent)
- 2011: «Warning» (Remix) (Uncle Murda з уч. Mariah Carey, Young Jeezy та 50 Cent)
- 2012: «Headgames» (Erick Sermon з уч. Keith Murray та 50 Cent)
- 2012: «I'm a Stop» (Too Short з уч. Devin the Dude, Twista та 50 Cent)
- 2012: «Do Your Thing» (Precious Paris з уч. Kidd Kidd, Shaun White та 50 Cent)
- 2012: «No Hesitation» (Precious Paris з уч. 50 Cent та Twame)
- 2012: «Talk of the Town» (Shawty Lo з уч. 50 Cent)
- 2012: «Telescope» (Wiz Khalifa з уч. 50 Cent)
- 2012: «Trick» (Precious Paris з уч. 50 Cent)
- 2013: «Move» (Tony Yayo з уч. 50 Cent та Kidd Kidd)
- 2013: «New York Times» (J. Cole з уч. 50 Cent та Bas)
- 2014: «Free Again» (DJ Kay Slay з уч. 50 Cent та Fat Joe)
- 2014: «Show You» (Iamsu! з уч. 50 Cent та Jay Ant)
- 2015: «Choices (Yup) — Remix» (E-40 з уч. Snoop Dogg та 50 Cent)
- 2015: «Comfortable (Remix)» (K Camp з уч. 50 Cent та Akon)
- 2015: «I Bet» (Chris Brown і Tyga з уч. 50 Cent)
- 2015: «Paid» (Boosie Badazz з уч. 50 Cent)
- 2015: «Still Here (Kidd Kidd з уч. 50 Cent та Tyson)

## Відеокліпи

### Власні
| Назва                                                                   | Рік  | Режисер(и)                 |
| ----------------------------------------------------------------------- | ---- | -------------------------- |
| «Ya Life's on the Line»                                                 | 1999 |                            |
| «Rowdy Rowdy»                                                           | 1999 |                            |
| «Wanksta»                                                               | 2002 | Джессі Терреро             |
| «In da Club»                                                            | 2003 | Філліп Дж. Етвелл          |
| «21 Questions» (з участю Nate Dogg)                                     | 2003 | Dr. Dre, Філліп Дж. Етвелл |
| «Many Men (Wish Death)»                                                 | 2003 | Джессі Терреро             |
| «Heat»                                                                  | 2003 | Єн Інаба, Стівен Маршалл   |
| «Heat» (Street Version)                                                 | 2003 |                            |
| «P.I.M.P.» (G-Unit Remix) (з уч. Snoop Dogg, Lloyd Banks та Young Buck) | 2003 | Кріс Робінсон              |
| «If I Can't»                                                            | 2003 |                            |
| «Disco Inferno»                                                         | 2005 | Улісс Терреро              |
| «Candy Shop» (за уч. Olivia)                                            | 2005 | Джессі Терреро             |
| «Just a Lil Bit»                                                        | 2005 | Бенні Бум                  |
| «Outta Control» (Remix) (з уч. Mobb Deep)                               | 2005 | Джессі Терреро             |
| «Piggy Bank»                                                            | 2005 | Broadway, Ден Меламід      |
| «In My Hood»                                                            | 2005 | Ден Меламід                |
| «This Is 50»                                                            | 2005 | Ден Меламід                |
| «I'm Supposed to Die Tonight»                                           | 2005 | Ден Меламід                |
| «Gatman and Robbin» (з уч. Eminem)                                      | 2005 | Ден Меламід                |
| «Outta Control»                                                         | 2005 | Ден Меламід                |
| «Get in My Car»                                                         | 2005 | Ден Меламід                |
| «Ski Mask Way»                                                          | 2005 | Ден Меламід                |
| «A Baltimore Love Thing»                                                | 2005 | Ден Меламід                |
| «Ryder Music»                                                           | 2005 | Ден Меламід                |
| «Gunz Come Out»                                                         | 2005 | Ден Меламід                |
| «My Toy Soldier» (з уч. Tony Yayo)                                      | 2005 | Ден Меламід                |
| «Position of Power»                                                     | 2005 | Ден Меламід                |
| «Build You Up»                                                          | 2005 | Ден Меламід                |
| «God Gave Me Style»                                                     | 2005 | Ден Меламід                |
| «So Amazing»(з уч. Olivia)                                              | 2005 | Ден Меламід                |
| «I Don't Need 'Em»                                                      | 2005 | Ден Меламід                |
| «Hustler's Ambition»                                                    | 2005 | Ентоні Мендлер             |
| «Window Shopper»                                                        | 2005 | Бенні Бум                  |
| «Best Friend» (Remix) (з уч. Olivia)                                    | 2006 | Маркус Ребой               |
| «You Don't Know» (разом з Eminem, Cashis та Lloyd Banks)                | 2006 | The Saline Project         |
| «Straight to the Bank»                                                  | 2007 | Бенні Бум                  |
| «Amusement Park»                                                        | 2007 | Бенні Бум                  |
| «I Get Money»                                                           | 2007 | Broadway, 50 Cent          |
| «Ayo Technology» (з уч. Justin Timberlake та Timbaland)                 | 2007 | Джозеф Кан                 |
| «Still Will» (з уч. Akon)                                               | 2007 | Джессі Терреро             |
| «Follow My Lead» (з уч. Robin Thicke)                                   | 2007 | Бернард Ґурлі              |
| «Get Up»                                                                | 2008 | Брати Штраус               |
| «OK, You're Right»                                                      | 2009 | Broadway, 50 Cent          |
| «Baby by Me» (з уч. Ne-Yo)                                              | 2009 | Кріс Робінсон              |
| «Do You Think About Me»                                                 | 2009 | Кріс Робінсон              |
| «Crime Wave»                                                            | 2009 |                            |
| «Stretch (Crime Wave Pt 2)»                                             | 2009 |                            |
| «Flight 187»                                                            | 2009 | Broadway                   |
| «I'll Do Anything»                                                      | 2009 | BooBooTV                   |
| «Funny How Time Flies»                                                  | 2009 | BooBooTV                   |
| «Touch Me»                                                              | 2009 | BooBooTV                   |
| «Queens, NY» (з уч. Precious Paris)                                     | 2011 | Джексон Сміт               |
| «I Just Wanna» (з уч. Tony Yayo)                                        | 2011 | Джексон Сміт               |
| «Wait Until Tonight»                                                    | 2011 | Джексон Сміт               |
| «Off and On»                                                            | 2011 | Джексон Сміт               |
| «They Burn Me»                                                          | 2011 | Джексон Сміт               |
| «Put Ya Hands Up»                                                       | 2011 | Джексон Сміт               |
| «Nah Nah Nah» (з уч. Tony Yayo)                                         | 2011 | Джексон Сміт               |
| «Shooting Guns» (з уч. Kidd Kidd)                                       | 2012 | Джексон Сміт               |
| «Murder One»                                                            | 2012 | Ейф Рівера                 |
| «Niggas Be Schemin» (з уч. Kidd Kidd)                                   | 2012 | Ейф Рівера                 |
| «Get Busy» (з уч. Kidd Kidd)                                            | 2012 | Ейф Рівера                 |
| «All His Love»                                                          | 2012 | Ейф Рівера                 |
| «OJ» (з уч. Kidd Kidd)                                                  | 2012 | Ейф Рівера                 |
| «Riot» (Remix) (з уч. 2 Chainz)                                         | 2012 | Ейф Рівера                 |
| «Double Up» (з уч. Hayes)                                               | 2012 | Ейф Рівера                 |
| «Complicated»                                                           | 2012 | Ейф Рівера                 |
| «I Ain't Gonna Lie» (з уч. Robbie Nova)                                 | 2012 | Ейф Рівера                 |
| «Be My Bitch» (з уч. Brevi)                                             | 2012 | Ейф Рівера                 |
| «Definition of Sexy»                                                    | 2012 | Ейф Рівера                 |
| «Money»                                                                 | 2012 | Ейф Рівера                 |
| «First Date» (з уч. Too Short)                                          | 2012 | Ейф Рівера                 |
| «United Nations»                                                        | 2012 | Ейф Рівера                 |
| «My Life» (з уч. Eminem та Adam Levine)                                 | 2012 | Річ Лі                     |
| «Major Distribution» (з уч. Young Jeezy та Snoop Dogg)                  | 2013 | Ейф Рівера                 |
| «Financial Freedom»                                                     | 2013 | Ейф Рівера                 |
| «We Up» (промо; з уч. Kendrick Lamar та Kidd Kidd)                      | 2013 | Ейф Рівера                 |
| «We Up» (офіційний; з уч. Kendrick Lamar)                               | 2013 | Ейф Рівера                 |
| «Can't Help Myself (I'm Hood)»                                          | 2013 | Ейф Рівера                 |
| «NY»                                                                    | 2013 | Ейф Рівера                 |
| «Teen Spirit (50 Cent Remix)»                                           | 2013 | Ейф Рівера                 |
| «The Funeral»                                                           | 2014 | Ейф Рівера                 |
| «Hold On»                                                               | 2014 | Ейф Рівера                 |
| «Don't Worry 'Bout It»                                                  | 2014 | Ейф Рівера                 |
| «Pilot»                                                                 | 2014 | Ейф Рівера                 |
| «Smoke» (з уч. Trey Songz)                                              | 2014 | Ейф Рівера                 |
| «Big Rich Town» (з уч. Joe)                                             | 2014 | Ейф Рівера                 |
| «Hustler»                                                               | 2014 | Ейф Рівера                 |
| «Chase the Paper» (з уч. Kidd Kidd, Prodigy та Styles P)                | 2014 | Ейф Рівера                 |
| «Everytime I Come Around» (з уч. Kidd Kidd)                             | 2014 | Ейф Рівера                 |
| «Irregular Heartbeat» (з уч. Styles P та Kidd Kidd)                     | 2014 | Ейф Рівера                 |
| «Winners Circle» (з уч. Guordan Banks)                                  | 2014 | Ейф Рівера                 |
| «Twisted» (з уч. Mr. Probz)                                             | 2014 | Ейф Рівера                 |
| «Animal Ambition»                                                       | 2014 | Ейф Рівера                 |
| «U Know»                                                                | 2014 | Ейф Рівера                 |
| «9 Shots»                                                               | 2015 | Ейф Рівера                 |
| «Too Rich»                                                              | 2015 | Ейф Рівера                 |
| «I'm the Man»                                                           | 2016 | Ейф Рівера                 |

### Інших виконавців
| Назва                                                                         | Рік  | Режисер(и)                                    |
| ----------------------------------------------------------------------------- | ---- | --------------------------------------------- |
| «React» (Onyx з уч. 50 Cent, Bonifucco, Still Livin' та X-1)                  | 1998 | Девід Маєрс                                   |
| «Work It (Remix)» (Missy Elliott з уч. 50 Cent)                               | 2002 | Девід Маєрс                                   |
| «How We Do» (The Game з уч. 50 Cent)                                          | 2005 | Гайп Вільямс                                  |
| «Hate It or Love It» (The Game з уч. 50 Cent)                                 | 2005 | The Saline Project                            |
| «So Seductive» (Tony Yayo з уч. 50 Cent)                                      | 2005 | Ґіл Ґрін                                      |
| «Have a Party» (Mobb Deep з уч. 50 Cent та Nate Dogg)                         | 2005 | Бенні Бум                                     |
| «Hands Up» (Lloyd Banks з уч. 50 Cent)                                        | 2006 | Джессі Терреро                                |
| «Can't Leave 'em Alone» (Ciara з уч. 50 Cent)                                 | 2007 | Fat Cats                                      |
| «Hold On» (Young Buck з уч. 50 Cent)                                          | 2007 |                                               |
| «Mujeres in the Club» (Wisin & Yandel з уч. 50 Cent)                          | 2009 | Джессі Терреро                                |
| «Mean Mug» (Soulja Boy з уч. 50 Cent)                                         | 2010 | Колін Тіллі                                   |
| «Toot It and Boot It (Remix)» (YG з уч. Ty Dolla $ign, 50 Cent та Snoop Dogg) | 2010 | Алекс Назарі                                  |
| «Altered Ego» (Bobby V з уч. 50 Cent)                                         | 2010 | G Visuals, Кортні «Court Luv», Джессі Терреро |
| «No Dejemos Que se Apague» (Wisin & Yandel з уч. 50 Cent та T-Pain)           | 2010 | Джессі Терреро                                |
| «Let's Get It In» (Lloyd з уч. 50 Cent)                                       | 2010 | Джессі Терреро                                |
| «Buzzin'» (Mann з уч. 50 Cent)                                                |      | Джессі Терреро                                |
| «Down on Me» (Jeremih з уч. 50 Cent)                                          | 2011 | Колін Тіллі                                   |
| «Right There» (Nicole Scherzinger з уч. 50 Cent)                              | 2011 | Пол Гантер                                    |
| «Haters» (Tony Yayo з уч. 50 Cent, Shawty Lo та Roscoe Dash)                  | 2011 | Mr. Boomtown                                  |
| «Here We Go Again» (Governor з уч. 50 Cent)                                   | 2011 |                                               |
| «Up!» (LoveRance з уч. 50 Cent)                                               | 2011 | Тадж                                          |
| «Look at Me» (Nat Lotto з уч. 50 Cent та Uncle Murda)                         | 2013 | Picture Perfect                               |
| «Lotto» (Rotimi з уч. 50 Cent)                                                | 2015 | Ейф Рівера                                    |